# Chunhyang

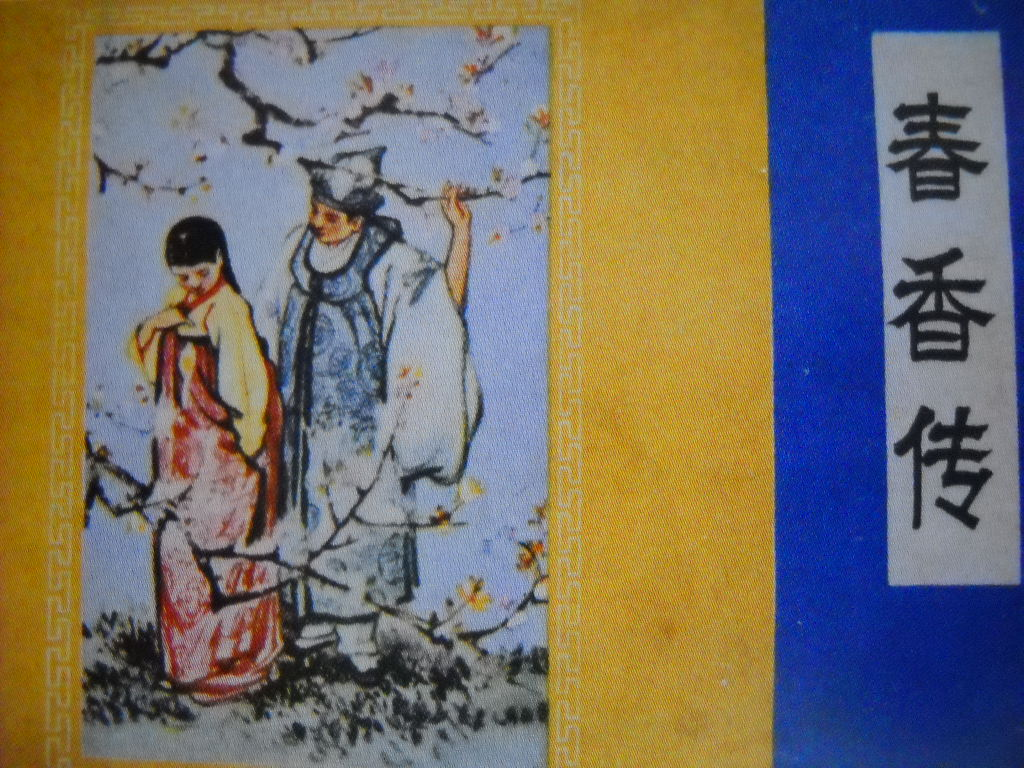
Cover des Romans

Chunhyang ist ein koreanischer weiblicher Name, der vor allem durch im Pansori-Stück Chunyangga und im darauf basierenden Roman Chunhyang jeon im 18. Jh. die titeltragende Rolle spielt. Die wohl bekannteste Verfilmung ist Das Lied der treuen Chunhyang (2000) von Im Kwon-taek. Umgangssprachlich nennt man sie Chunhyangi [cʰunhjaŋi].